# Оксид фосфору(III)
Окси́д фо́сфору(III), фо́сфор(III) окси́д — неорганічна сполука складу P4O6 (також записується P2O3). За звичайних умов є білими, плавкими кристалами із різким запахом. Самозаймається за незначної температури і має токсичні властивості.
Сполука є ангідридом фосфітної кислоти, із лугами утворює ряд фосфітів.
Промислового значення оксид фосфору не має.

## Фізичні властивості
Оксид фосфору(III) є м'якими кристалами білого кольору. Речовина має різкий запах і вкрай токсична. Самозаймається при температурі 70 °C, а при наявності значного вмісту домішки білого фосфору самозаймання може відбутися навіть за кімнатної температури.
Слабко розчиняється у воді і добре — в органічних розчинниках (бензені, тетрахлорометані, хлороформі, сірковуглеці).

## Отримання
Оксид фосфору(III) можна синтезувати при спалюванні білого фосфору в атмосфері з обмеженою кількості кисню (75% кисню, 25% азоту) при 90 мм рт. ст.:
{\displaystyle \mathrm {P_{4}+3O_{2}{\xrightarrow {46-50^{o}C}}P_{4}O_{6}} }
Вихід синтезу становить близько 50—60%. Утворений оксид завжди матиме домішку білого фосфору, який можна перевести у червоний фосфор шляхом дії на нього ультрафіолетового випромінювання, що суттєво полегшує подальше очищення.
Менш поширеними методами є окиснення фосфору оксидами N2O та CO2, відновлення оксиду P4O10 білим фосфором:
{\displaystyle \mathrm {P_{4}+6N_{2}O{\xrightarrow {550-625^{o}C}}\ P_{4}O_{6}+6N_{2}} }
{\displaystyle \mathrm {P_{4}+6CO_{2}{\xrightarrow {650^{o}C}}\ P_{4}O_{6}+6CO} }
{\displaystyle \mathrm {3P_{4}O_{10}+2P_{4}{\xrightarrow {50^{o}C}}\ 5P_{4}O_{6}} }

## Хімічні властивості
За кімнатної температури оксид фосфору(III) поступово окиснюється до оксиду фосфору(V):
{\displaystyle \mathrm {P_{4}O_{6}+2O_{2}\longrightarrow P_{4}O_{10}} }
При нагріванні до 200—400 °C у герметичній камері оксид P4O6 диспропорціонує із утворенням червоного фосфору та суміші оксидів загального складу P4Ox (x = 7—9).
Оксид P4O6 є кислотним оксидом: гідролізуючись у воді, він утворює фосфітну кислоту, а з лугами — відповідні фосфіти:
{\displaystyle \mathrm {P_{4}O_{6}+6H_{2}O\rightarrow 4H_{3}PO_{3}} }
{\displaystyle \mathrm {P_{4}O_{6}+12NaOH\rightarrow 4Na_{3}PO_{3}+6H_{2}O} }
При розчиненні у гарячій воді сполука диспропорціонує на ортофосфатну кислоту, фосфін і червоний фосфор:
{\displaystyle \mathrm {6P_{4}O_{6}+24H_{2}O{\xrightarrow {t}}\ 8P+15H_{3}PO_{4}+PH_{3}\uparrow } }
Оксид фосфору взаємодіє з деякими неметалами: з хлором, бромом, йодом і сіркою:
{\displaystyle \mathrm {P_{4}O_{6}+6Cl_{2}\rightarrow 4POCl_{3}+3O_{2}} }
{\displaystyle \mathrm {P_{4}O_{6}+6Br_{2}\rightarrow 4POBr_{3}+3O_{2}} }
{\displaystyle \mathrm {P_{4}O_{6}+9S{\xrightarrow {150^{o}C}}P_{4}S_{6}+3SO_{2}} }
Реагуючи із газуватим хлороводнем, диспропорціонує на фосфітну кислоту і трихлорид фосфору:
{\displaystyle \mathrm {P_{4}O_{6}+6HCl_{(gas)}\rightarrow 2H_{3}PO_{3}+2PCl_{3}\uparrow } }
P4O6 може виступати як ліганд, наприклад, заміщуючи ліганди у карбонілах металів:
{\displaystyle \mathrm {P_{4}O_{6}+[Ni(CO)_{4}]\rightarrow [P_{4}O_{6}Ni(CO)_{3}]+CO} }